# 梁溪十大刹
梁溪十大剎，又称梁溪十刹、无锡十大丛林、无锡十大名刹，包括了清朝乾隆时期无锡当地十座历史悠久、香火鼎盛的寺庙，其中部分寺庙尚存。

## 寺庙
- 惠山寺，始建于南北朝，太平天国之后，仅剩废墟，2004年原址重建。
- 南禅寺，始建于梁代，1949年后废弃，改为民居。1980年代开始复建。
- 崇安寺，始建于战国时代，辛亥革命前后遭废弃。1980年代开始复建。
- 北禅寺，始建於唐武德年間，遗址位于今无锡市东林中学校园内。
- 静慧寺，1999年重建大雄宝殿。
- 保安寺，始建于梁代，现仅存“无梁殿”与殿前古银杏树一棵。
- 祗陀寺，始建於梁武帝大同二年(536年) ，其原址位於今無錫市雲林街道倉下中學內。
- 开利寺
- 胶山寺，始建于梁代，毁于大跃进，1999年原址重建。
- 华藏寺